# بودری
شهر بودری  در بخش بودری در ایالت نوشتل در کشور سوئیس واقع شده است که ۵٬۰۰۰ نفر جمعیت دارد.